# 東洋大学白山キャンパス
東洋大学白山キャンパス（とうようだいがくはくさんキャンパス）は、東洋大学のキャンパスである。

## 白山キャンパス

### 概要

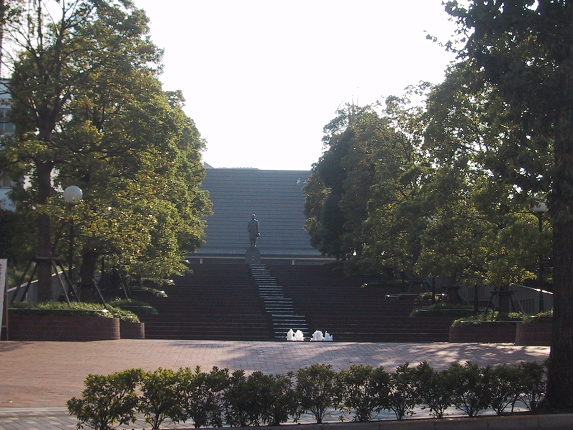
白山キャンパス甫水の森

所在地は東京都文京区白山5-28-20（北緯35度43分24.4秒 東経139度45分1.1秒 / 北緯35.723444度 東経139.750306度）。
学校法人東洋大学の本部もあるメインキャンパスである。東洋大学の前身である哲学館が1897年7月、本郷区駒込蓬莱町（跡地は館主代理の棚橋一郎が創設した郁文館に譲渡）から小石川区原町字鶏声ヶ窪（現在地）に移転した時から存在するキャンパスで、第二次世界大戦前には「原町校舎」と呼ばれ、東洋大学を指し示す異名として「鶏声台」を用いることもあった。
使用学部は文学部、経済学部、経営学部、法学部、社会学部、国際学部、国際観光学部の7学部で、大学院は大学院文学研究科、経済学研究科、経営学研究科、法学研究科、社会学研究科、国際学研究科、国際観光学研究科が設置されている。2010年には白山第2キャンパスに所在する国際地域学部のイブニングコース（地域総合専攻）が新規設置された。井上円了記念学術センターなど多数の附属施設が設置されており、日々研究活動が行われている。2013年4月には白山第2キャンパスに所在する国際地域学部、大学院は国際地域学研究科、専門職大学院は法務研究科(法科大学院)、研究施設は計算力学研究センターが白山キャンパスに移設された。
文京区におけるランドマークの一つであることから文京区コミュニティバス Bーぐるでは、大学西門前に「東洋大学前」というバス停が設けられるに至った。また、正門前には、都バスの停留所「東洋大学前」が設置されている。

### 歴史

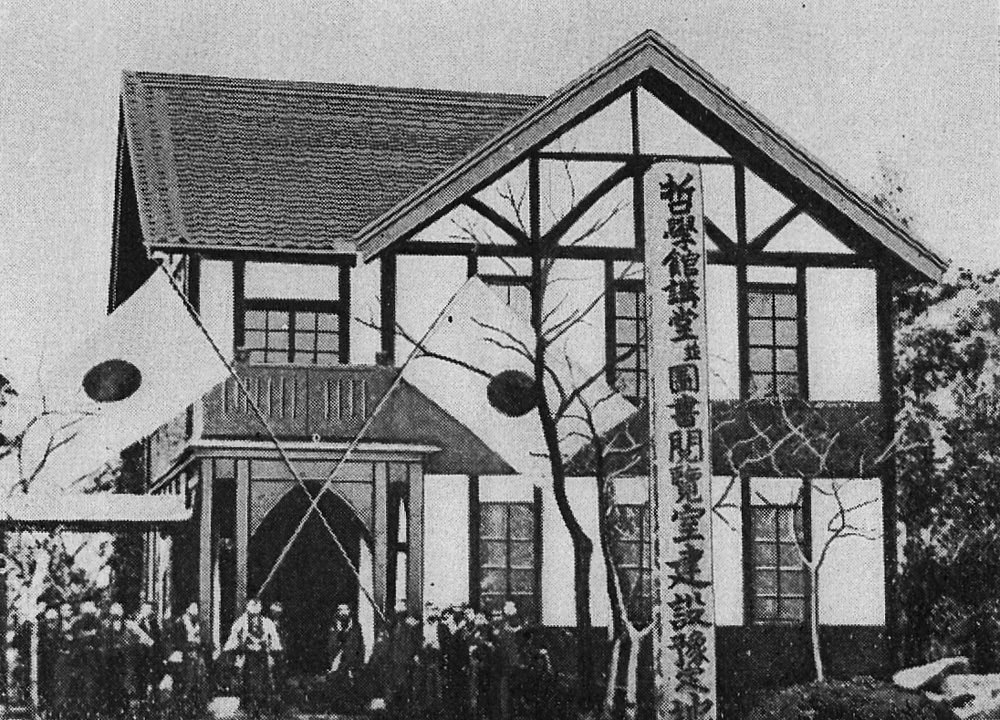
哲学館（1897年）
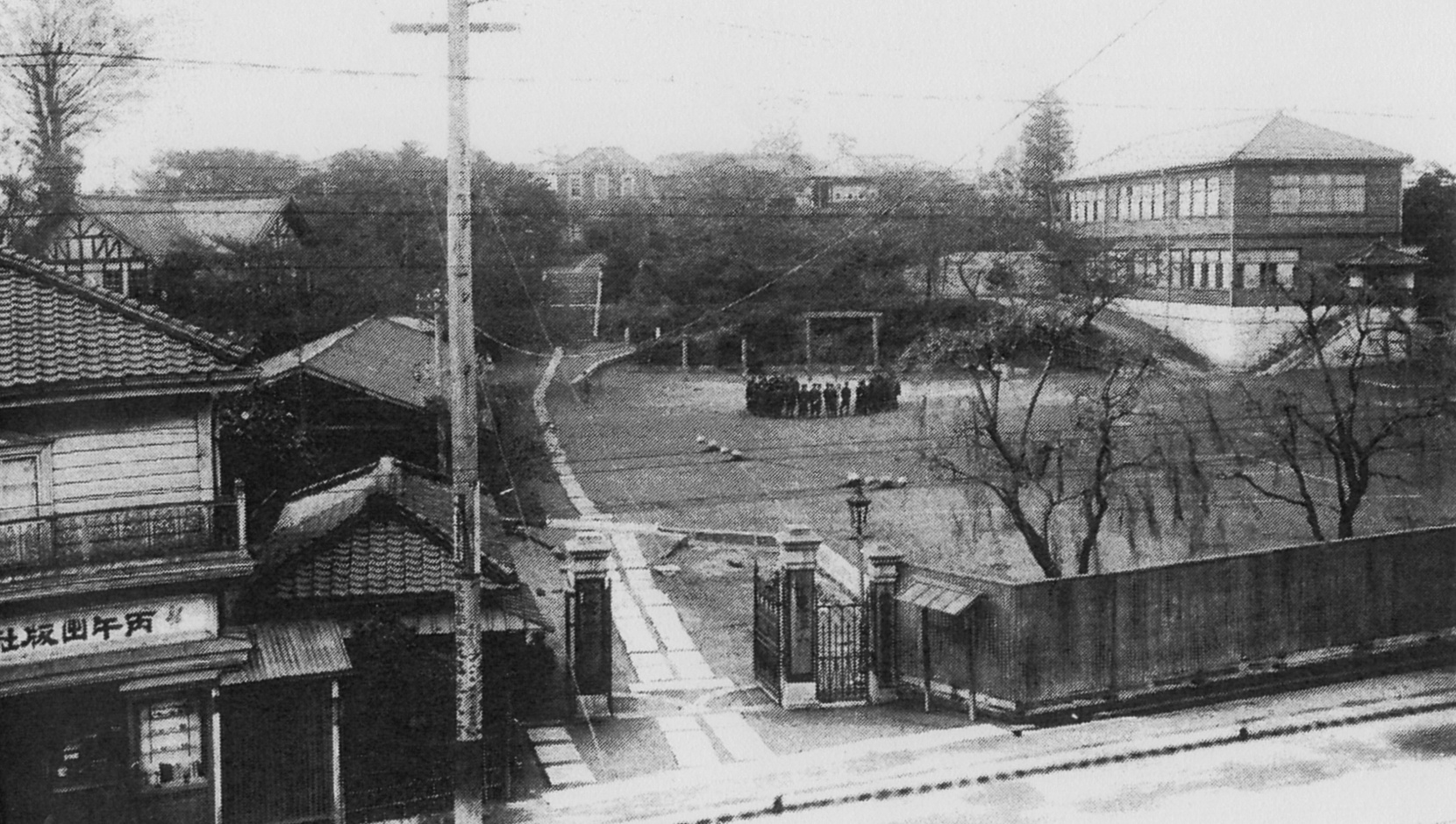
1906年-08年頃の原町校舎
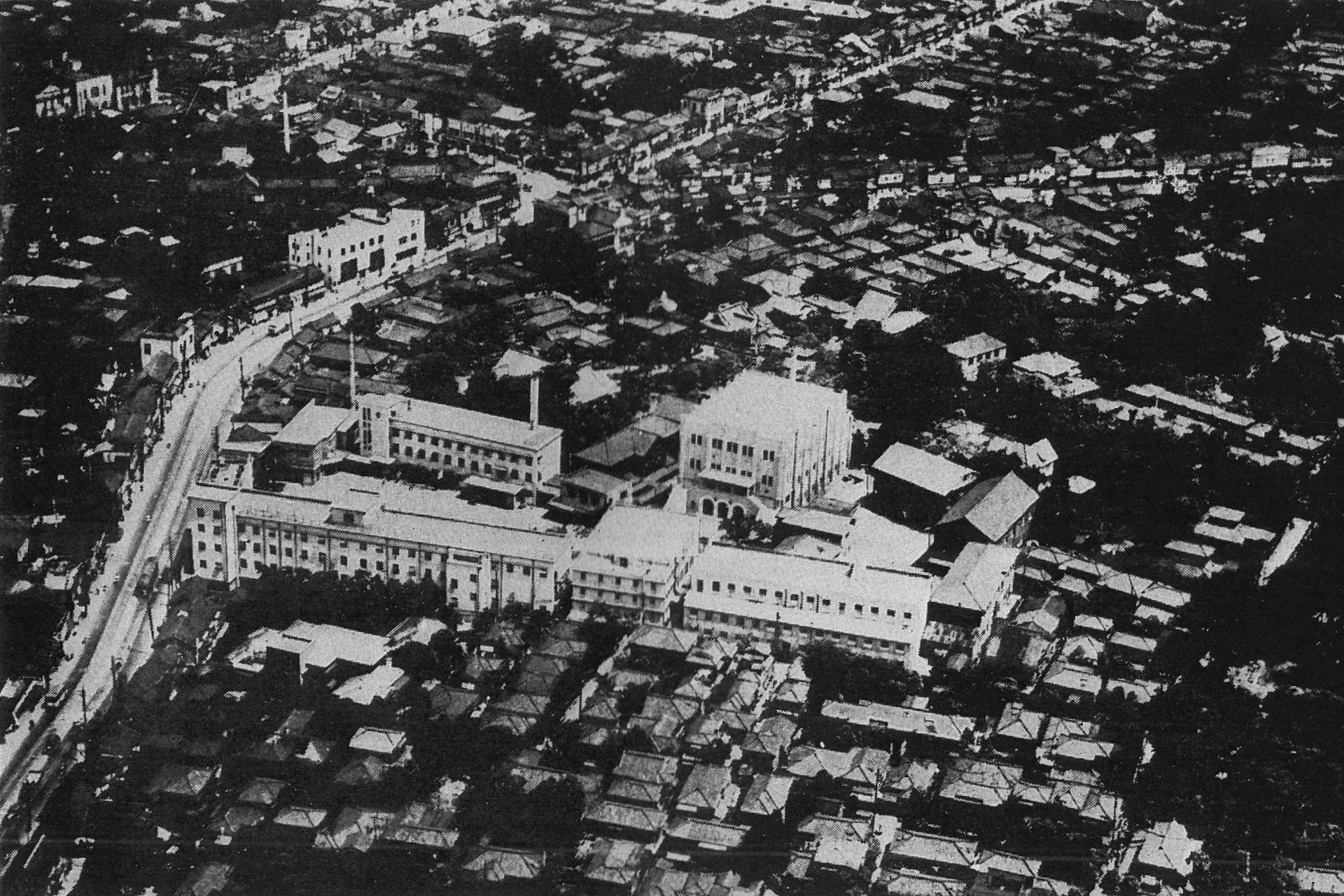
昭和初期の原町校舎
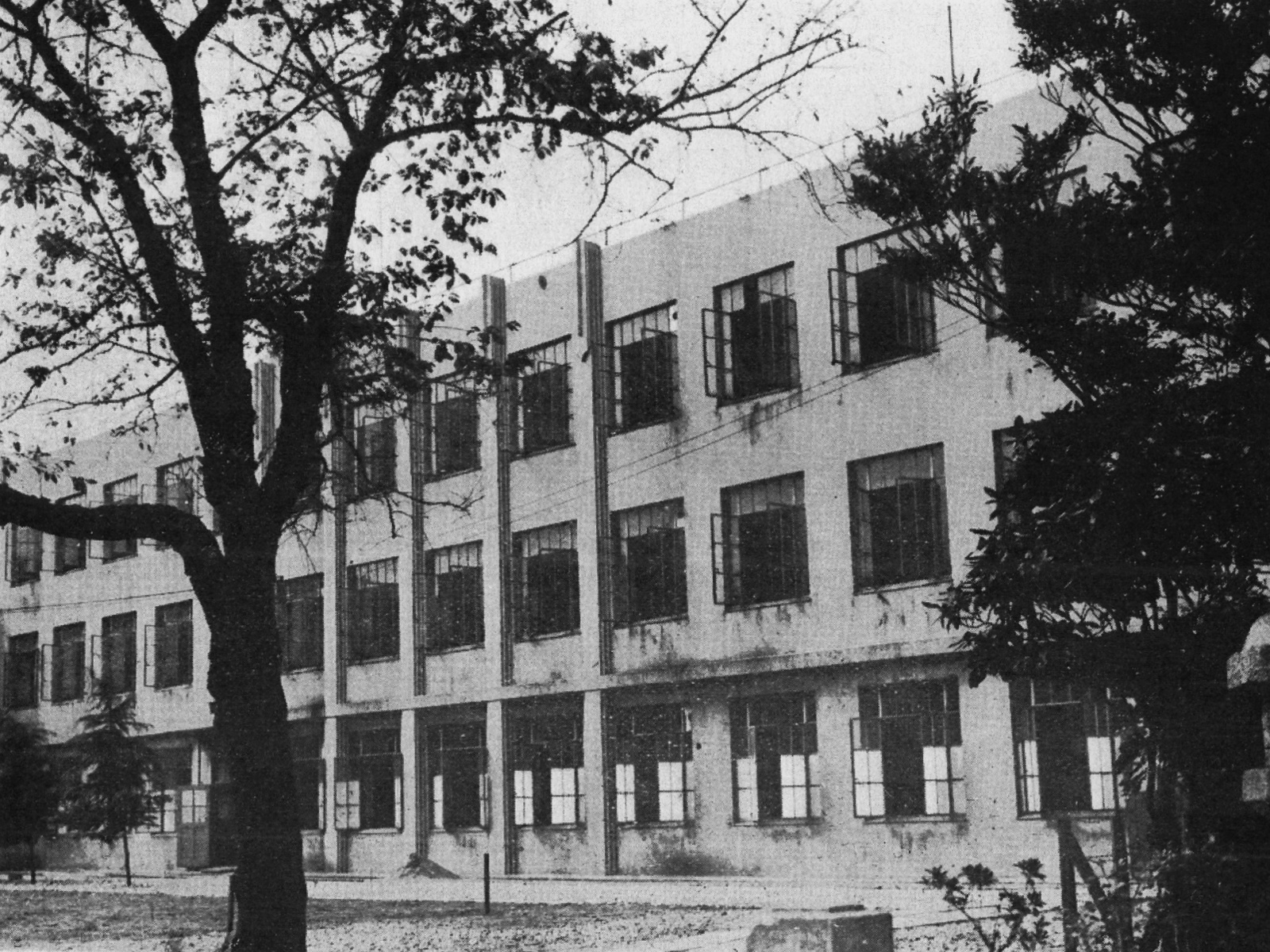
東洋大学校舎本館 （のちの3号館）
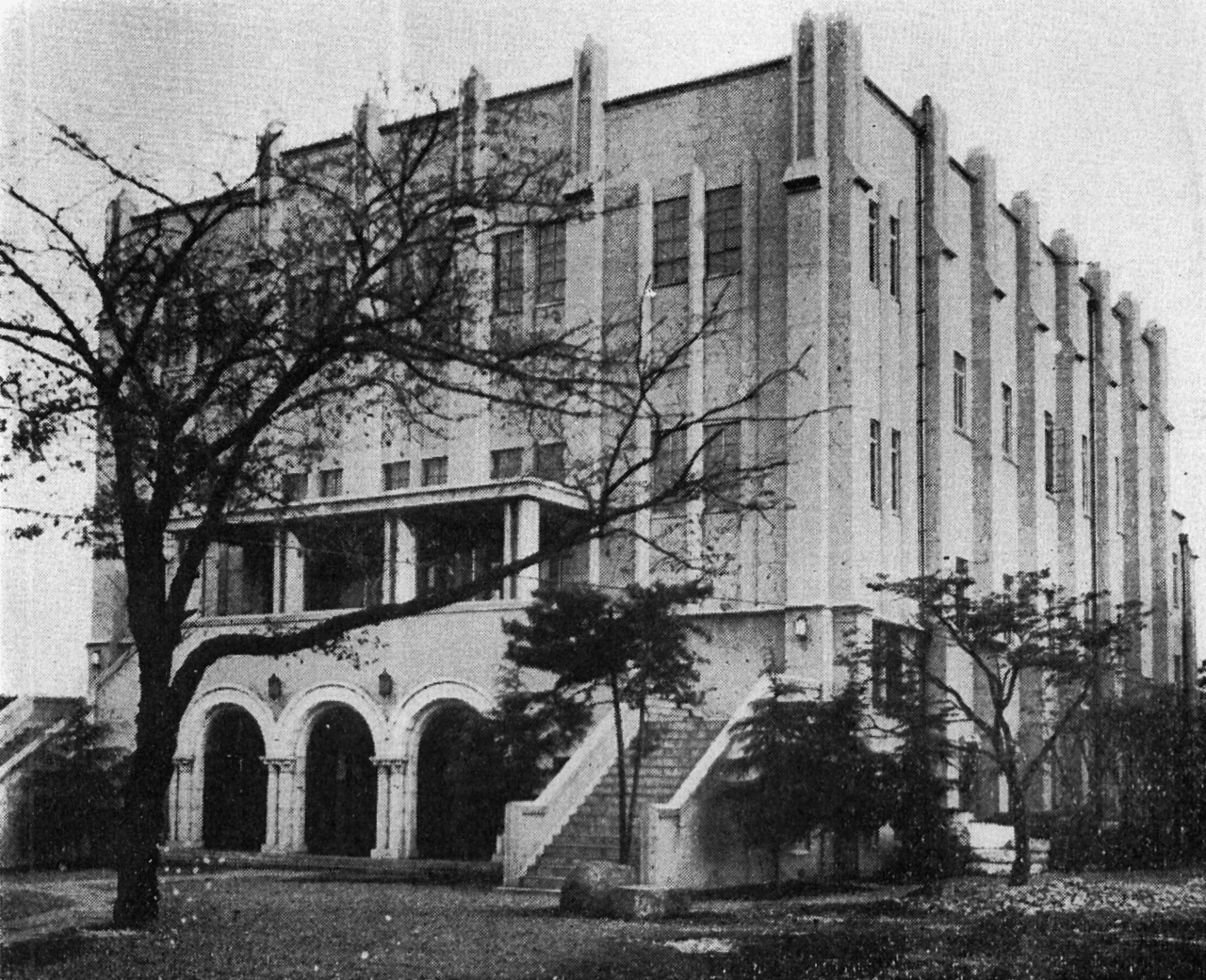
東洋大学講堂 （のちの6号館）

文学部のみの単科大学から複数の分野を網羅する総合大学へ脱皮するにあたって、キャンパスの面積不足は大きな課題であった。当初、工学部も含めて、全てを白山キャンパスに設置する予定でいたが、面積の問題からかなわず、川越市長伊藤泰吉の熱心な働きかけによって工学部を川越市に設置することとなった。その後、文系学部の増強に伴って文系各学部の教養課程を分離することが必要となり、朝霞にキャンパスを設けた。
この間も白山キャンパスは中低層の建物が密集する古いキャンパスのままであったが、三期に渡る再開発工事が行われ、21世紀型のインテリジェンスキャンパスへと変貌を遂げた。更に工場等制限法が廃止されると文系5学部を朝霞から撤退させ、白山の地に戻すという政策を実施、総合大学初の都心全面回帰として話題となる。白山キャンパスは都心全面回帰に供えて新規キャンパス開発を実施、工場等制限法の廃止を見込んで取得しておいた土地が有効活用され、経済・経営・法学部の講義中心の1号館、文・社会学部の講義中心の6号館、16階建ての2号館（図書館・研究棟）や700人規模の井上円了ホールを備えた5号館（井上記念館棟）、体育館やサークル部室の入る4号館（体育館・厚生棟）、文京区の「第3回文の京都市景観賞・景観創造賞」を受賞した甫水の森（正門正面アプローチ）、「第5回文の京都市景観賞・景観創造賞」を受賞した6号館の西門エントランスが整備されている。
敷地に隣接する京北学園との合併が決定し、既存校舎を解体した跡地に、延べ約2万m2の「125周年記念館（併称:8号館）」（地上8F/地下1F 2012年11月22日竣工）を建設した。2013年4月からは、白山第2キャンパスから国際地域学部及び国際地域学研究科、法科大学院が移転した。
| - 文学部 - 経済学部 - 経営学部 - 法学部 - 社会学部 - 国際学部 - 国際観光学部 | - 文学研究科 - 経済学研究科 - 経営学研究科 - 法学研究科 - 社会学研究科 - 福祉社会学研究科 - 国際学研究科 - 国際観光学研究科 |

### 施設

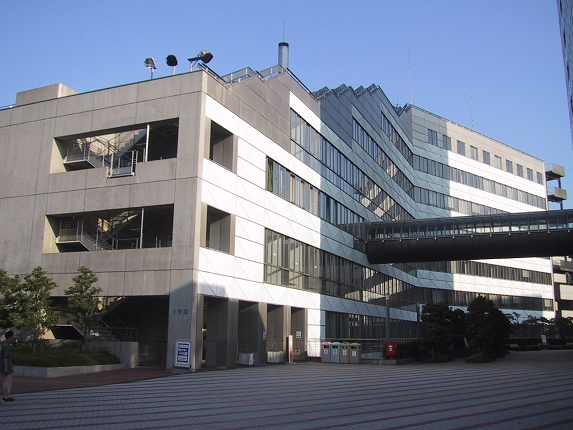
白山キャンパス1号館（講義棟）

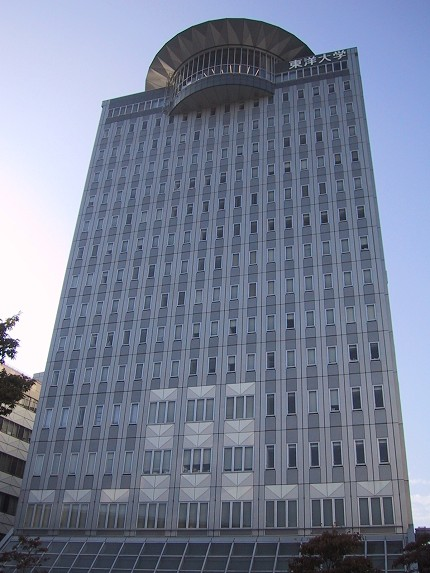
白山キャンパス2号館（研究棟）

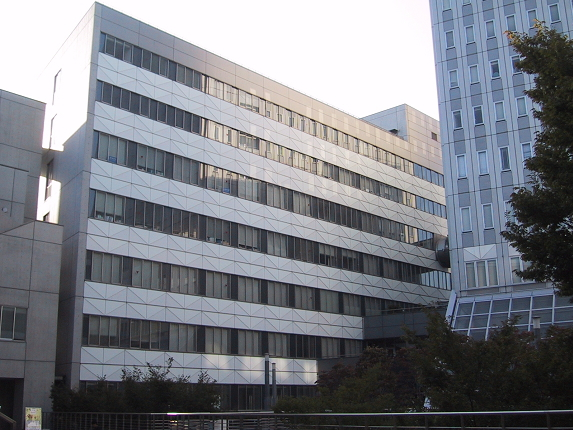
白山キャンパス3号館

- 1号館

主に経済学部・経営学部・法学部・国際学部授業用の教室が設置されている。また、入試課（学びGallery）があることから受験生の来訪も多く見られる。さらに大講義室があり、ここは衛星通信回線を通じて他のキャンパスのみならず、他大学と相互乗り入れの授業が行われている。また、文系のみのキャンパスでありながら、1号館には自然科学実験室が存在し、日本の大学では珍しく、文系学生に対しても一般教養としての高度な実験講義が行われている。
- 2号館

16階建ての高層校舎である。低層建築物の多い文京区の白山地域では珍しい高層建物であるため、白山のランドマーク的な存在となっている。この校舎には図書館があるほか、経済・経営・法・社会の4学部の各学科共同研究室と教員の研究室、付属研究所がある。16階にはスカイホールがあり、プロ野球ドラフト指名を受けた選手の会見、各種学会など、様々な用途で使用されている。なお、16階の食堂は閉鎖された。図書館は主に地下部分を使用しており、都内の大学としては珍しい電動閉架式の書庫がある。閉架式とはいうものの学生・教職員を問わず自由に出入りすることが出来る。これもまた白山キャンパスの大きな特色となっている。
- 3号館

ナレッジスクエアや授業用教室のほか、学校法人や大学事務部がある。地下に食堂があり、「丸亀製麺」が入っている。2009年4月には、卒業生と大学との交流を図るためのサロンが2階にオープンした。東洋大学、東洋大学短期大学、および附属高等学校の卒業生や教職員の退職者が大学を訪れたとき憩いの場となることを目的としている。この施設は8号館建設に伴って8号館1階に移動している。2013年よりコンピューター教室は3号館に集約された。
- 4号館

体育館、生協、喫茶店、サークル室が設置されている。都心にある大学としては珍しく一つの大きな建物をサークル用に割り当てている。
- 5号館

井上円了ホールと東洋大学井上円了記念博物館があり、創設者である井上円了を記念した建物となっている。大学院用施設は8号館竣工にともない8号館に移設された。現在は1号館の教室不足分を5号館で補充する役割を担う。
- 6号館

文学・社会学部の授業用教室が入っているほか、文学部各学科の共同研究室や教員の研究室が設置されている。1～5号館のある敷地とは間に路地をはさむが、6号館1階と5号館の地下2階とが地下通路でつながっていることから不便はない。6号館地下1階には学生食堂とセブンイレブンがある。学生食堂には6店舗入っている。6号館は白山通りに面して西門が設置されており、前述の通り西門前にBーぐるのバス停が設置されている。
- 7号館

文学部教育学科初等教育専攻の音楽実習室・ピアノ練習室・家庭科実習室・図工実習室などの実習施設が設置されている。建築面積は、186.37m2で延床面積は、786.37m2。建物は、地上3階・地下1階の鉄筋コンクリート造である。
- 8号館

125周年記念館となっている。京北学園校舎跡地に敷地面積26,212.35m2、地下1階・地上8階。主要施設は、教室、研究室、自習室、レセプションホール、食堂、会議室、事務室等が入居している。この建物は大学院を中心とする教室や自習室のほか、国際交流センター、留学生室、国際会議にも対応可能な同時通訳の設備をもつ500名収容の大教室など、主に大学院の強化と、大学教育のグローバル化に向けた施設を目指している。研究室は国際地域学部の研究室が配置されている。
- 9号館

財務課、人事課がある。
- 10号館

国際観光学部の授業用教室ならびに研究室がある。1～3階が教室フロア、4～5階が研究室フロアで構成される。
- 甫水の森

正門から丘の上にある校舎までのアプローチ。甫水の森を登った所に学祖井上円了の銅像があり、その台座の下から正門にかけては泉が流れている。沿道にはクスノキが植えられ、12月になるとイルミネーションで彩られる。その他、2002年に廃止された東洋大学短期大学跡の記念碑「道のしるし」や、学徒出陣慰霊のための「平和祈念の碑」、「箱根駅伝初優勝記念歌碑」がある。地下には学生用自転車駐車場が整備されている。正門前には都営バスの停留所がある。
- 東洋大学別館

かつて京北学園正門脇に存在した建物で、2011年京北学園校舎と共に解体された。
- 東洋大学甫水会館

甫水会（保護者団体）と校友会（卒業生団体）の本部事務局が使用している建物。所在地は、東京都文京区本駒込1-10-2
- 東洋大学国際会館

留学生、外国人教員・研究員が入居する建物。所在地は、東京都文京区千駄木3-2-6

### 特徴

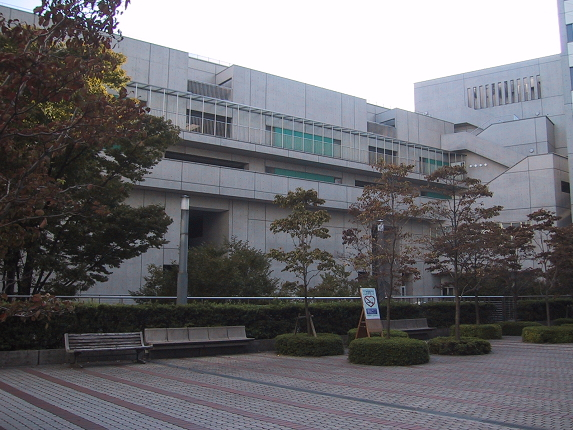
白山キャンパス4号館

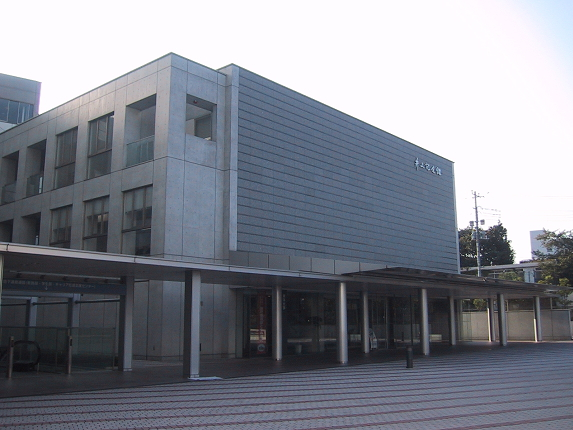
白山キャンパス5号館(井上記念館)

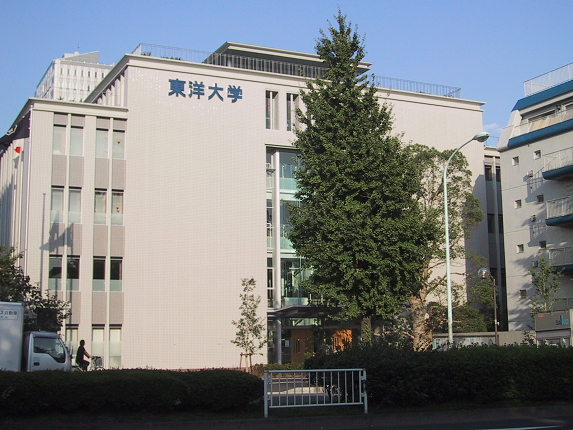
白山キャンパス6号館

- 白山キャンパスは小さな丘の上に設置されているため、正門、西門から見上げる2号館は、16階建てとは言えその分余計に高層に見える。
- 甫水の森（正門正面アプローチ）は文京区の「第3回文の京都市景観賞・景観創造賞」を受賞した。さらに6号館の西門エントランスは「第5回文の京都市景観賞・景観創造賞」を受賞しており、その景観は地元から評価されている[要出典]。
- 日本の大学としては唯一、同一キャンパス内に設置された全学部に、第2部・イブニングコースが設置されている。文・経済・経営・法・社会・国際地域[5]という広範囲な学問を同一キャンパスの夜間帯のみで履修できる唯一のキャンパスであることから、社会人学生からも大変に評価が高く、他大学の二部よりも多くの志願者がおり、社会人学生が多く通学している。そのため、朝から深夜まで多くの学生が出入りしている。近隣住民への配慮から、4号館にある南門は17：00以降は入口専用になっている。
- 学食店舗数が多い。3、6、8号館に食堂が各1か所、4号館に喫茶店が1店舗ある。学食店舗数は最大で10店舗を数える。
- 1〜6、8、9号館はそれぞれ連結している階があり、一度校舎に入れば屋外に出ることなく移動することも可能である。1⇔2、1⇔4、1⇔8、2⇔3、3⇔4、3⇔5、5⇔6、8⇔9（号館）。
- 6号館は都内では最大規模の屋上緑化がされており、東京都から良好な環境を確保する取り組みなどで功績があったとして、2006年度東京都環境賞・知事賞を受賞している。
- 8号館（125周年記念館）は、道路（旧白山通り）への間口120mの緑地帯を設け、甫水の森の約1.5倍の緑のオープンスペースである。

### アクセス
- 白山駅から徒歩5分
- 千石駅から徒歩7分
- 本駒込駅から徒歩8分
- 千駄木駅から徒歩13分
- 巣鴨駅から徒歩20分
- 日立自動車交通Bーぐる東洋大学前停留所徒歩0分
- 都営バス
  - 草63バス東洋大学前停留所徒歩0分
  - 東43バス本駒込三丁目停留所・向丘二丁目停留所徒歩3分
  - 茶51バス吉祥寺停留所・向丘二丁目停留所徒歩3分
  - 上60バス白山二丁目停留所徒歩6分
  - 上58バス文京グリーンコート停留所徒歩7分
  - 端44バス駒込病院停留所徒歩8分
  - 都02バス・都02乙バス小石川四丁目停留所・小日向四丁目停留所徒歩10分

## 白山第2キャンパス

### 概要
白山キャンパスからは徒歩5分程度の距離にある。所在地は東京都文京区白山2-36-5（北緯35度43分4.1秒 東経139度44分55.5秒 / 北緯35.717806度 東経139.748750度）。
使用学部なし、大学院なし、研究施設なし。現在は、東洋大学京北中学・高等学校の校地となっている。

### 歴史
2006年に埼玉県和光市へ移転した最高裁判所書記官研修所（現・裁判所職員総合研修所）の建物をそのまま使用して開設された。開設と同時に法科大学院が白山キャンパスから移転している。その後、文部科学省私立大学学術研究高度化推進事業・学術フロンティア推進事業に採択された大学院工学研究科の計算力学研究センターが設置された。2009年4月には板倉キャンパスから国際地域学部および大学院国際地域学研究科が移転した。2013年4月からは、国際地域学部および大学院国際地域学研究科、法科大学院が白山キャンパスに再移転され、2015年4月には、東洋大学京北中学・高等学校、京北学園白山高等学校（現在は廃校）が仮校舎の旧北区立赤羽台中学校（現在は東洋大学赤羽台キャンパス）から移転した。

### 施設
- A棟（法科大学院）[要検証 – ノート]
- B棟（国際地域学部講義室、事務室）
- C棟（研究室、図書室、食堂）
- D棟（計算力学研究センター）
- E棟（多目的ホール）
- 部室・売店棟

### 特徴
- 東京大学附属小石川植物園に隣接しており、静かな環境である。
- 建物の名称は白山キャンパスとの混同を避けるために、数字＋号館ではなく、アルファベット＋棟という表記となっている。また便宜上、白山キャンパスを第1と呼ぶ場合もある。

### アクセス
- 白山駅・本駒込駅・茗荷谷駅
- 日立自動車交通Bーぐる指ヶ谷小学校停留所・白山下停留所
- 東京都交通局上60バス白山二丁目停留所
- 東京都交通局草63バス白山上停留所
- 東京都交通局東43バス・茶51バス向丘二丁目停留所
- 東京都交通局都02バス・都02乙バス春日二丁目停留所
- 東京都交通局都02バス・都02乙バス小石川四丁目停留所
- 東京都交通局上69バス伝通院前停留所
- 東京都交通局上58バス千石二丁目停留所

## 総合スポーツセンター

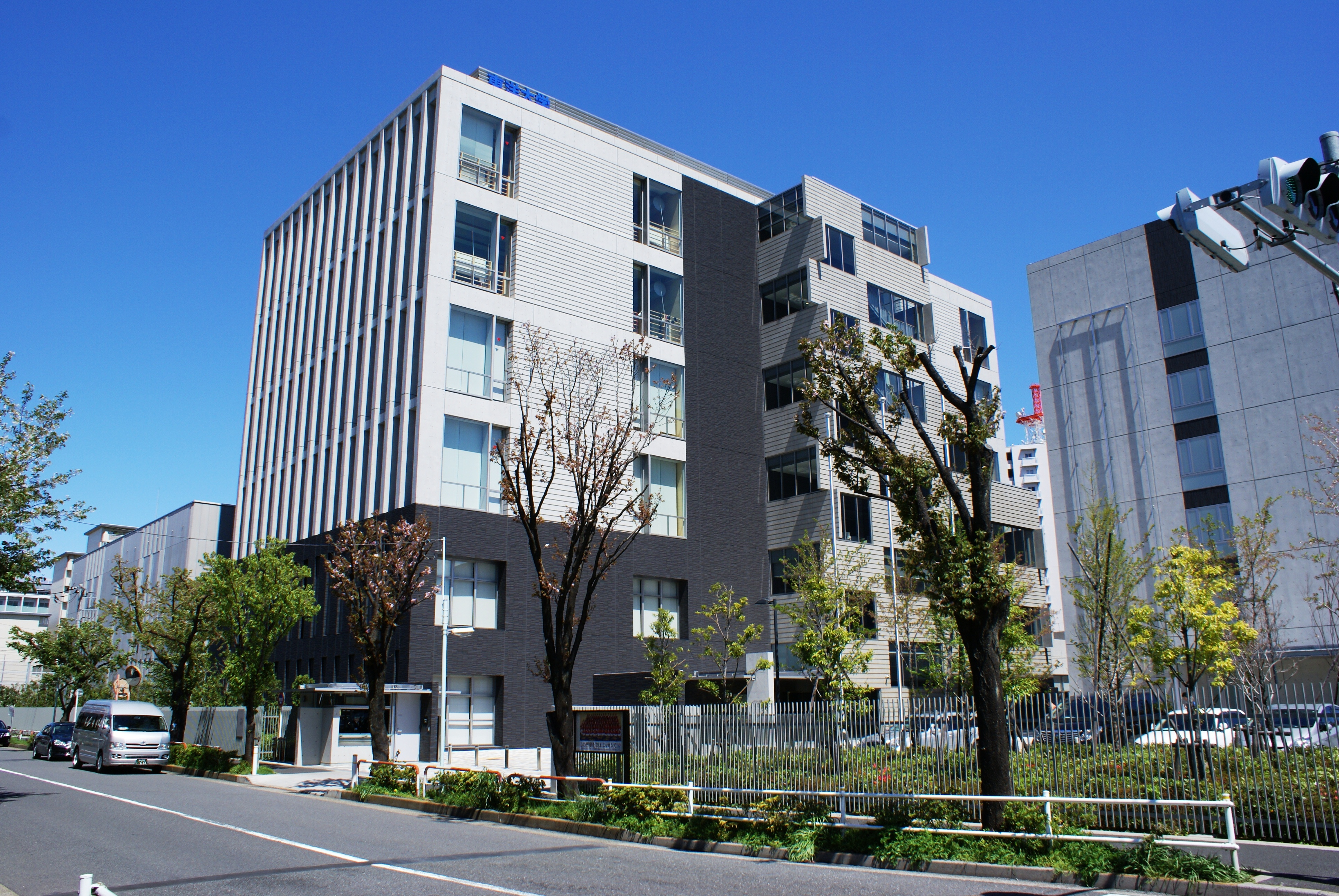
東洋大学総合スポーツセンター

### 概要
所在地は東京都板橋区清水町89-1（北緯35度45分49.1秒 東経139度42分33.2秒 / 北緯35.763639度 東経139.709222度）
白山駅から板橋本町駅まで約12分程度、板橋本町駅から徒歩7分の場所に位置する。使用学部・大学院・研究施設なし。
長年不足していた、白山キャンパスの体育施設の充実を図るために、2012年の創立125周年に向けた記念事業として整備され、2011年4月に竣工した。

### 歴史
2009年3月に国家公務員宿舎跡地を財務省関東財務局から大学施設用地として取得し、その後整備され2011年4月に竣工した。

### 施設
- アリーナ棟：RC構造一部S造6階建て。バスケットボールやハンドボール、バドミントンのコート。剣道や柔道、空手、ボクシングなどの練習場、トレーニング室。50m×7コースの屋内プールの屋上部分に4面のテニスコート。その他、教室や研究室を設置。
- アスリートビレッジ棟：RC構造一部S造6階建て。寮室145室を備え、290人を収容。
- グラウンド：70×100mのグラウンドを設置。

### 特徴
- 正式名称は、「創立125周年記念東洋大学総合スポーツセンター」である。また正式名称が決定するまでの仮称は「東洋大学清水町キャンパス」であった。
- 周辺には、国立スポーツ科学センターやナショナルトレーニングセンター、国立西が丘サッカー場などが所在する。
- 大規模災害時の避難拠点として、板橋区と協定を締結している。